# Acroceratitis incompleta
Acroceratitis incompleta är en tvåvingeart som beskrevs av Hardy 1973. Acroceratitis incompleta ingår i släktet Acroceratitis och familjen borrflugor. Inga underarter finns listade i Catalogue of Life.